# Mezuzah

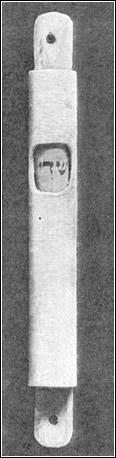
Mezuzah.

Mezuzah, in ebraico מזוזה, "stipite" (della porta), plurale מזוזות (mezuzot), è un oggetto rituale ebraico, consistente in una pergamena (claf) su cui sono stilati i passi della Torah corrispondenti alle prime due parti dello Shemà, preghiera fondamentale della religione ebraica (Deuteronomio 6,4-9 e Deuteronomio 11,13-21); solitamente essa viene racchiusa in un apposito contenitore.

## Precetto
I passi contengono sia l'asserzione dell'unicità di Dio (Ascolta, Israele: il Signore Dio nostro, il Signore è uno) che gli obblighi:
- al rispetto delle mitzvot
- all'insegnamento dei precetti, in particolare ai propri figli
- all'apposizione della mezuzah

La mezuzah viene posta sullo stipite della porta, a destra rispetto a chi entra, e a circa due terzi dell'altezza della porta stessa, e comunque a portata della mano. Non va posta sulle porte di solo transito né sulle porte di stanze in cui non si risieda (cucina, bagno, ripostiglio, cantina; talvolta si mette anche all'entrata della cucina e, se abitati o vi sia l'uso di passarvi lunghi momenti, anche alle entrate di giardini e terrazzi). Il claf, come si è detto, è in pergamena e va scritto con penne non metalliche, in caratteri ebraici ornati. Va controllato periodicamente, e corretto o sostituito se scolorito o danneggiato.
I brani della mezuzah attestano anche la provvidenza di Dio, Creatore del Mondo che viene continuamente da Lui "governato" e "gestito", "rinnovandone ogni giorno" la Creazione.
È usanza che chi entra in casa tocchi la mezuzah con le dita e baci le dita stesse, in segno di rispetto per la Torah di cui contiene passi.
La mitzva (la regola) della mezuzah ha portato evidentemente a usanze laiche. Ad esempio, il nuovo inquilino di una casa darà una festa non tanto quando entra, quanto il giorno (successivo, o meglio precedente all'ingresso) in cui appone le mezuzot alle porte. Un bel regalo per una casa nuova è una mezuzah, magari d'argento o di qualche artista famoso.

## Origine
La Mezuzah ricorda il segno di sangue del Korban, segno posto sullo stipite delle casa dei figli d'Israele in Egitto al momento delle manifestazioni miracolose delle dieci piaghe. Questo segno, comandato da Dio a Mosè, fu necessario per distinguere queste case da quelle egizie poi colpite da Dio e dagli angeli soprattutto con la decima piaga, la morte dei primogeniti; infatti i loro abitanti furono protetti.

## Benedizione
.בָּרוּךְ אַתָּה י*י אֱ*לֹהֵינוּ מֶלֶךְ הָעוֹלָם, אֲשֶׁר קִדְּשַׁנוּ בְּמִצְוֹתָיו וְצִוָנוּ לִקְבּוֹעַ מְזוּזָה
Traslitterazione: Baruch Attah A-donai E-loheinu Melekh haOlam, asher kiddeshanu bemitzvotav vetzivanu likboa mezuzà.
Traduzione italiana: "Benedetto Sii Tu Signore nostro Dio nostro Re del Mondo che ci hai santificato con i tuoi precetti e ci hai comandato di affiggere la mezuzà."

## Halakhah
- Usualmente le pergamene delle Mezuzot devono essere controllate ogni 7 anni, possibilmente per Rosh haShana, per verificarne la validità.
- È vietato porre cose sporche sugli ingressi in cui vi sono Mezuzot per onore della Mitzvah.
- Quando necessario è richiesto anche che le donne ebree compiano questa Mitzvah in quanto non esonerate, per esempio, dallo studio della Torah.